# Ta fête
Ta fête (с фр. — «Твой Праздник») — сингл бельгийского исполнителя Stromae из альбома Racine Carrée, официальный гимн сборной Бельгии по футболу на чемпионате мира по футболу 2014.

## Видеоклип
Видеоклип снятый в стилистике «Голодных игр» был выпущен 17 июня 2014 года. Сюжет клипа близок к «Бегущему человеку»: герой видеоклипа бежит по лабиринту, преодолевает препятствия, и, в конце, выбежав из лабиринта, оказывается в ещё большем лабиринте. Клип был удостоен фламандского приза Music Industry Awards как лучший видеоклип 2014 года.

## Критика
Сингл был положительно встречен критиками. Франс Инфо подчёркивала соединение танцевальной музыки, стилистически связанной со стилем 1980-х, с полными отчаяния текстами; сингл произвёл впечатление на Quai Baco, писавшей о том, что певца ждёт большое будущее.  Focus Knack сравнивает объединяющий эффект «Ta fête» на концерте с эффектом исполнения национального гимна.

## Чарты

### Недельные чарты
| Чарт (2013/2014)               | Высшая позиция |
| ------------------------------ | -------------- |
| Бельгия/Фландрия (Ultratop 50) | 4              |
| Ultratop Flanders Urban        | 6              |
| Бельгия/Валлония (Ultratop 50) | 2              |
| Франция (SNEP)                 | 30             |
| Нидерланды (Single Top 100)    | 45             |

### Годовые чарты
| Чарт (2014)                    | Позиция |
| ------------------------------ | ------- |
| Belgium (Ultratop 50 Flanders) | 18      |